# Clematis alborosea
Clematis alborosea là một loài thực vật có hoa trong họ Mao lương. Loài này được Ulbr. mô tả khoa học đầu tiên năm 1923.